# Суперкубок Гібралтару з футболу 2013
Суперкубок Гібралтару з футболу 2013 — 13-й розіграш турніру. Матч відбувся 5 жовтня 2013 року між чемпіоном Гібралтару клубом Лінкольн Ред Імпс та володарем кубка Гібралтару клубом Сент-Джозефс.
| Володар Суперкубка Гібралтару 2013 |
| ---------------------------------- |
|                                    |
| Лінкольн Ред Імпс Восьмий титул    |

## Матч

### Деталі
| 5 жовтня 2013 |

| Лінкольн Ред Імпс | 2:2 пен. 11:10 | Сент-Джозефс |
| ----------------- | -------------- | ------------ |
|                   |                |              |

| Вікторія, Гібралтар |